# Mbao
Mbao est une commune d'arrondissement de Pikine (Sénégal), située dans la presqu'île du Cap-Vert, à proximité de Dakar.

## Histoire
Mbao est un village traditionnel lébou.
Mbao a été érigée en commune en 1996.

## Administration
Mbao est l'une des 16 communes d'arrondissement de la ville de Pikine, qui coïncide avec le département de Pikine dans la région de Dakar. Elle fait partie de l'arrondissement de Thiaroye. Son actuel maire est Abdou Karim Sall.
Babacar Pouye est maire de Mbao de novembre 1996 à novembre 2001. En 2002, Mamadou Seck est élu maire

## Géographie

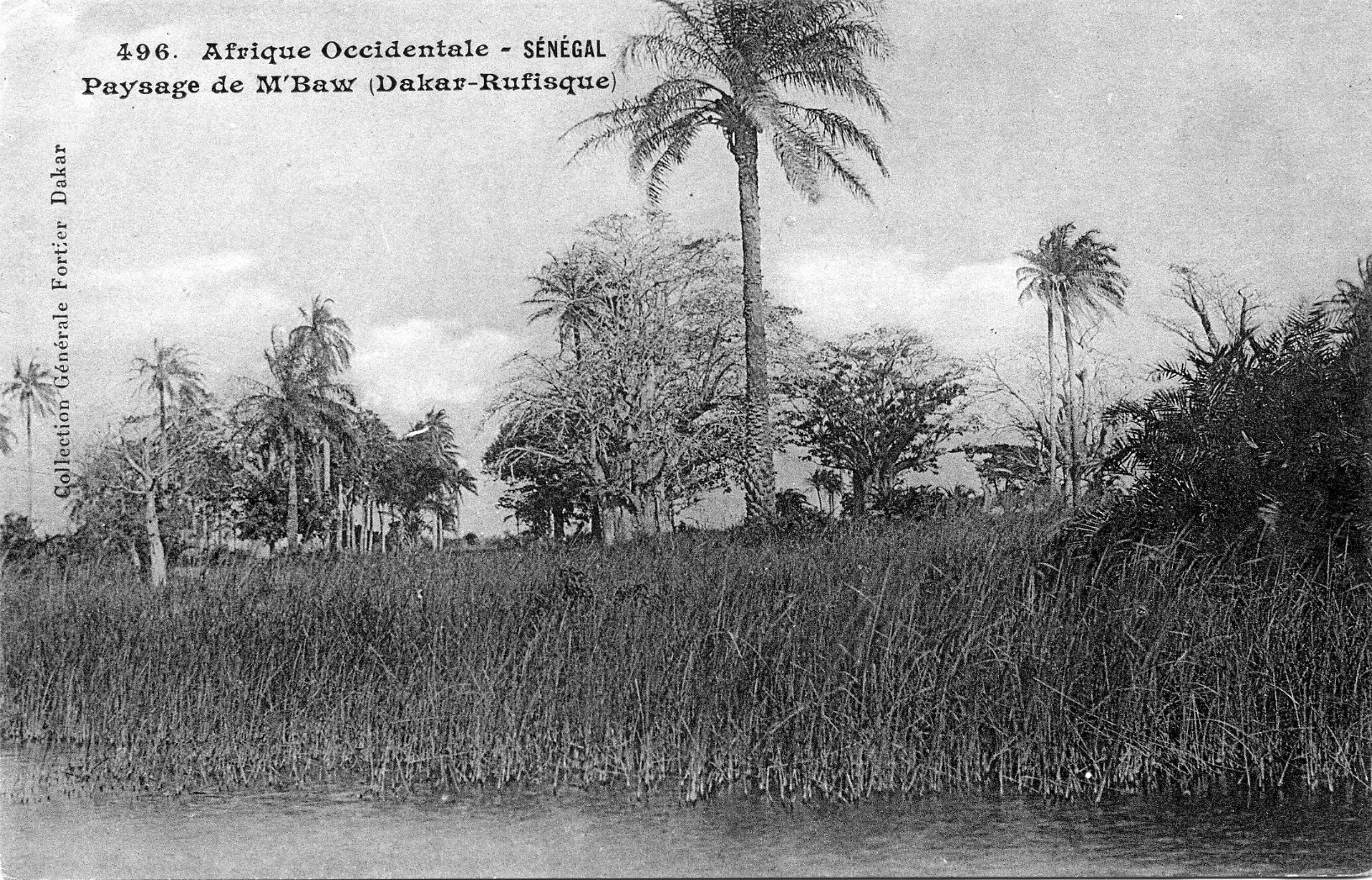
« Paysage de M'Baw »
(phot. François-Edmond Fortier, vers 1920)

À vol d'oiseau, les localités les plus proches sont Gorée, Mbaw Gou Ndaw,keur Mbaye Fall, Diayanga et rufisque 

### Population
La majoritee de la population  sont d'origine léboue.
Fin 2007, selon les estimations officielles, la population s'élève à 29 571 personnes.
Ce nombre d'habitants doit augmenter parce qu'on assiste à l'arrivée de nouvelles cités telles que la cité Baye Niass, la cité Sidak, la cité Baobab et la cité serigne mansour sySYPROM ...etc.

### Personnalités liées à la commune
- Arouna Sangante, footballeur sénégalais né à Mbao.

### Économie
Mbao abrite la raffinerie de pétrole du pays, la SAR (Société africaine de raffinage) ainsi que le siège et l'usine chimique de fabrication des engrais des ICS (Industries chimiques du Sénégal).